# 那賀郡 (島根県)
- 令制国一覧 > 山陰道 > 石見国 > 那賀郡
- 日本 > 中国地方 > 島根県 > 那賀郡

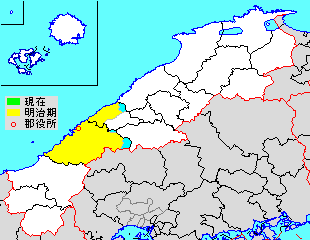
島根県那賀郡の位置（水色：後に他郡から編入した区域）

那賀郡（なかぐん）は、島根県（石見国）にあった郡。

## 郡域
1879年（明治12年）に行政区画として発足した当時の郡域は、下記の区域にあたる。
- 浜田市の大部分（旭町山ノ内・旭町市木を除く）
- 江津市の一部（波積町各町・桜江町各町・清見町・井沢町を除く）
- 広島県山県郡北広島町の一部（西八幡原の一部）

## 歴史

### 古代
石見国の中央部に位置し国府が置かれるなど中心的な存在であったことから「中（なか）」と名付けられ、後に「那賀」と佳字二字令により改められた。茨城県の那珂郡や徳島県の那賀郡なども同様の経緯による命名である。

#### 式内社
『延喜式』神名帳に記される郡内の式内社。
| 神名帳               | 神名帳                        | 神名帳 | 神名帳               | 比定社                       | 比定社                         | 比定社           | 集成 |
| 社名                 | 読み                          | 格     | 付記                 | 社名                         | 所在地                         | 備考             | 集成 |
| -------------------- | ----------------------------- | ------ | -------------------- | ---------------------------- | ------------------------------ | ---------------- | ---- |
| 那賀郡 11座（並小）  |                               |        |                      |                              |                                |                  |      |
| 多鳩神社             | タハトノ                      | 小     |                      | 多鳩神社                     | 島根県江津市二宮町神主         | 石見国二宮       |      |
| 津門神社             | ツトノ                        | 小     |                      | 津門神社                     | 島根県江津市波子町             |                  |      |
| 伊甘神社             | イカムノ                      | 小     |                      | 伊甘神社                     | 島根県浜田市下府町             | 石見国総社を合祀 |      |
| 大麻山神社           | オホマヤマノ オホアサ-        | 小     |                      | 大麻山神社                   | 島根県浜田市三隅町室谷         |                  |      |
| 石見天豊足柄姫命神社 | -アメトヨタリカラヒメノ-      | 小     |                      | 天豊足柄姫命神社             | 島根県浜田市殿町               |                  |      |
| 大祭天石門彦神社     | -イハカトヒコノ -イハトヒコノ | 小     |                      | 大祭天石門彦神社             | 島根県浜田市相生町             | 石見国三宮       |      |
| 大飯彦命神社         | オヒイヒコノ- オホイヒヒコノ- | 小     |                      | 大飯彦命神社                 | 島根県江津市松川町太田         |                  |      |
| 櫛色天蘿箇彦命神社   | クシロ-コケカ- -コケツ-       | 小     |                      | 櫛色天蘿箇彦命神社           | 島根県浜田市久代町             |                  |      |
| 大歳神社             | オホトシノ                    | 小     |                      | （論）大年神社               | 島根県江津市都野津町           |                  |      |
| 大歳神社             | オホトシノ                    | 小     | （参）大年神社       | 島根県江津市和木町           |                                |                  |      |
| 大歳神社             | オホトシノ                    | 小     | （参）大年神社       | 島根県江津市渡津町塩田       |                                |                  |      |
| 大歳神社             | オホトシノ                    | 小     | （参）大歳神社       | 島根県江津市千田町大年迫     |                                |                  |      |
| 大歳神社             | オホトシノ                    | 小     | （参）大歳神社       | 島根県浜田市元浜町           |                                |                  |      |
| 大歳神社             | オホトシノ                    | 小     | （参）大歳神社       | 島根県浜田市弥栄町小坂       |                                |                  |      |
| 山辺神社             | ヤマヘノ                      | 小     |                      | 山辺神社                     | 島根県江津市江津町郷田         |                  |      |
| 山辺神社             | ヤマヘノ                      | 小     | （論）山辺神社       | 島根県浜田市旭町和田字八色山 | 和田八幡宮境内                 |                  |      |
| 山辺神社             | ヤマヘノ                      | 小     | （論）合祀：稲荷神社 | 島根県江津市嘉久志町字鑪山   | 岩根神社境内                   |                  |      |
| 山辺神社             | ヤマヘノ                      | 小     | （論）妙見神社       | 島根県江津市敬川町           |                                |                  |      |
| 夜須神社             | ヤスノ                        | 小     |                      | 夜須神社                     | 島根県江津市二宮町字神村神谷山 |                  |      |
| 凡例を表示           |                               |        |                      |                              |                                |                  |      |

### 近世以降の沿革
- 「旧高旧領取調帳データベース」に記載されている明治初年時点での支配は以下の通り[1]。幕府領は大森代官所が管轄。（1町138村2浦）

| 知行   | 知行         | 村数     | 村名 |
| ------ | ------------ | -------- | --- |
| 幕府領 | 幕府領       | 14村     | 畑田村、上津井村、都治本郷、後地村、黒松村、浅利村、渡津村、郷田村、長良村、市村、下河戸村、上河戸村、八神村、太田村 |
| 藩領   | 石見津和野藩 | 39村     | 都川村、和田村（現・浜田市旭町和田）、重富村、本郷村、木田村、追原村、入野村、佐野村、田原村、今福村、長屋村、丸原村、今市村、鼠原村、柚根村、徳田村、小国村、波佐村、宇栗村、久佐村、上来原村、下来原村、長見村、小坂村、長安本郷、西河内村、日高村、門田村（現・浜田市弥栄町門田）、小角村、横谷村、笹目原村、程原村、大坪村、稲代村、井野村、田野原村、来尾村、東谷村、大井谷村 |
| 藩領   | 石見浜田藩   | 1町 77村 | 浜田八町、原井村、黒川村、浅井村、長沢村、上府村、下府村、国分村、久代村、荒相村、波子村、宇屋川村、都野津村、和木村、嘉久志村、久保川村、千金村、高田村、神主村、飯田村、千田村、大津村、神村、後野村、姉金村、上有福村、下有福村、南川上村、田原村、平床村、田野村、跡市村、本明村、宇野村、宇津井村、七条村、小笹村、伊木村、細谷村、鍋石村、野坂村、栃木村、木都賀村、西之郷村、黒沢村、上古和村、熊ノ山村、下古和村、田橋村、横山村、櫟田原村、内村、内田村、中場村、吉地村、和田村（現・浜田市穂出町）、室谷村、芦谷村、西村、三宅村、門田村（現・浜田市治和町）、周布村、長浜村、熱田村、日脚村、西原井村、津摩村、折居村、東平原村、西河内村、岡崎村、古市場村、岡見村、向野田村、河内村、矢原村、浜田浦、松原浦 |

- 慶応2年2月15日（1866年3月31日） - 長州戦争により浜田藩が移転して美作鶴田藩となり、領地が山口藩預地となる。
- 明治2年8月2日（1869年9月7日） - 幕府領・山口藩預地が大森県の管轄となる。
- 明治3年1月9日（1870年2月9日） - 大森県の管轄地域が浜田県の管轄となる。
- 明治4年6月25日（1871年8月11日） - 津和野藩が廃藩。全域が浜田県の管轄となる。
- 明治8年（1875年） - 下記の各村の統合が行われる。（1町104村2浦）
  - 高内村 ← 西河内村、日高村
  - 長田村 ← 東谷村、大井谷村
  - 三里村 ← 小角村、横谷村、笹目原村
  - 金田村 ← 千金村、田野村
  - 大金村 ← 大津村、姉金村
  - 平田村 ← 田原村、平床村
  - 穂出村 ← 中場村、吉地村、和田村［現・浜田市穂出町］
  - 治和村 ← 三宅村、門田村［現・浜田市治和町］
  - 鼠原村が枝郷八木村を合併して坂本村となる。
  - 田原村が佐野村に、長屋村・宇栗村が久佐村に、柚根村・徳田村が小国村に、荒相村が上府村に、久保川村が嘉久志村に、高田村が波子村に、飯田村が神主村に、小笹村・伊木村が七条村に、西之郷村・熊ノ山村が木都賀村に、西原井村が周布村にそれぞれ合併。
- 明治9年（1876年）
  - 4月18日 - 第2次府県統合により島根県の管轄となる。
  - 西河内村の一部（枝郷湊）が分立して湊浦となる。（1町104村3浦）
- 明治12年（1879年）1月12日 - 郡区町村編制法の島根県での施行により行政区画としての那賀郡が発足。郡役所が浅井村に設置。

### 町村制以降の沿革

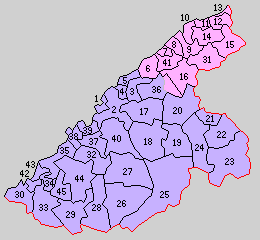
1.浜田町 2.石見村 3.上府村 4.下府村 5.国分村 6.川波村 7.都野津村 8.都濃村 9.江津村 10.渡津村 11.浅利村 12.都治村 13.黒松村 14.下松山村 15.松山村 16.跡市村 17.伊南村 18.雲城村 19.久佐村 20.美又村 21.木田村 22.和田村 23.都川村 24.今市村 25.波佐村 26.高城村 27.長安村 28.杵束村 29.黒沢村 30.岡見村 31.川平村 32.漁山村 33.西隅村 34.岡崎村 35.大麻村 36.有福村 37.大内村 38.周布村 39.長浜村 40.三階村 41.二宮村 42.古市場村 43.西湊村 44.井野村 45.芦谷村（紫：浜田市 桃：江津市）

- 明治22年（1889年）4月1日 - 町村制の施行により、下記の町村が発足。特記以外は現・浜田市。（1町44村）
  - 浜田町 ← 浜田8町[6]、浜田浦、松原浦、原井村［一部[14]］、浅井村［一部[15]］、黒川村［一部[16]］
  - 石見村 ← 長沢村、浅井村［残部］、黒川村［残部］、原井村［残部］、細谷村［字皆尾］
  - 上府村、下府村（それぞれ単独村制）
  - 国分村 ← 国分村、久代村
  - 川波村 ← 波子村、宇屋川村（現・江津市）
  - 都野津村（単独村制。現・江津市）
  - 都濃村 ← 嘉久志村、和木村［字羽代］（現・江津市）
  - 江津村 ← 郷田村、金田村［字大野］（現・江津市）
  - 渡津村、浅利村（それぞれ単独村制。現・江津市）
  - 都治村 ← 後地村、都治本郷（現・江津市）
  - 黒松村（単独村制。現・江津市）
  - 下松山村 ← 上河戸村、下河戸村、八神村、太田村（現・江津市）
  - 松山村 ← 畑田村、上津井村、市村、長良村（現・江津市）
  - 跡市村 ← 跡市村、千田村（現・江津市）
  - 伊南村 ← 後野村、宇津井村、佐野村
  - 雲城村 ← 七条村、上来原村、下来原村
  - 久佐村（単独村制）
  - 美又村 ← 今福村、入野村、追原村
  - 木田村（単独村制）
  - 和田村 ← 和田村、重富村、本郷村
  - 都川村 ← 都川村、来尾村
  - 今市村 ← 丸原村、今市村、坂本村
  - 波佐村 ← 波佐村（現・浜田市、広島県山県郡北広島町）、長田村、小国村（現・浜田市）
  - 高城村 ← 高内村、門田村、小坂村、栃木村
  - 長安村 ← 長安本郷、三里村、程原村、大坪村、稲代村
  - 杵束村 ← 木都賀村、田野原村、野坂村
  - 黒沢村 ← 黒沢村、上古和村、下古和村、河内村［字井河］
  - 岡見村（単独村制）
  - 川平村 ← 南川上村、平田村、金田村［字大野］（現・江津市）
  - 漁山村 ← 鍋石村、櫟田原村、田橋村、横山村
  - 西隅村 ← 矢原村、向野田村、河内村［字井河を除く］
  - 岡崎村（単独村制）
  - 大麻村 ← 東平原村、折居村、西村
  - 有福村 ← 本明村、上有福村（現・江津市）、下有福村、大金村、宇野村（現・浜田市）
  - 大内村 ← 内村、内田村、穂出村［字和田・中場］
  - 周布村 ← 周布村、日脚村、津摩村、治和村、穂出村［字吉地］
  - 長浜村 ← 長浜村、熱田村
  - 三階村 ← 長見村、細谷村［字皆尾を除く］
  - 二宮村 ← 神主村、神村、和木村［字羽代］（現・江津市）
  - 古市場村（単独村制）
  - 西湊村 ← 湊浦、西河内村
  - 井野村 ← 井野村、室谷村
  - 芦谷村（単独村制）
- 明治25年（1892年）10月5日 - 岡崎村が改称して三隅村となる。
- 明治29年（1896年）8月1日 - 郡制を施行。郡役所が浜田町に設置。
- 明治43年（1910年）10月1日 - 古市場村・西湊村が合併して三保村が発足。（1町43村）
- 明治45年（1912年）7月1日 - 江津村が町制施行して江津町となる。（2町42村）
- 大正8年（1919年）4月1日 - 井野村・芦谷村が合併し、改めて井野村が発足。（2町41村）
- 大正11年（1922年）
  - 4月1日 - 都野津村が町制施行して都野津町となる。（3町40村）
  - 7月1日 - 高城村・長安村が合併して安城村が発足。（3町39村）
- 大正12年（1923年）
  - 2月11日（3町36村）
    - 石見村・三階村および伊南村の一部（後野）が合併し、改めて石見村が発足。
    - 久佐村・美又村および伊南村の一部（宇津井・佐野）が合併して今福村が発足。

  - 4月1日 - 郡会が廃止。郡役所は存続。
- 大正15年（1926年）7月1日 - 郡役所が廃止。以降は地域区分名称となる。
- 昭和2年（1927年）4月1日 - 三隅村・西隅村が合併して三隅町が発足。（4町34村）
- 昭和9年（1934年）4月1日 - 松山村・下松山村が合併して松川村が発足。（4町33村）
- 昭和10年（1935年）2月11日 - 大内村・漁山村が合併して美川村が発足。（4町32村）
- 昭和15年（1940年）
  - 4月1日 - 江津町・都濃村・渡津村が合併し、改めて江津町が発足。（4町30村）
  - 11月3日 - 浜田町・石見村・長浜村・美川村・周布村が合併して浜田市が発足し、郡より離脱。（3町26村）
- 昭和16年（1941年）8月1日 - 上府村・下府村・国分村が合併して国府村が発足。（3町24村）
- 昭和26年（1951年）
  - 1月1日 - 安城村の一部（程原・大坪の一部）が杵束村に編入。
  - 4月1日
    - 都治村・黒松村が邇摩郡波積村と合併して江東村が発足。（4町22村）
    - 国府村が町制施行して国府町となる。
- 昭和27年（1952年）4月1日 - 江東村の一部（波積北の一部）が邇摩郡福波村に編入。
- 昭和28年（1953年）12月1日 - 波佐村の一部（波佐字滝平の一部）が広島県山県郡八幡村（現・北広島町）に編入[17]。
- 昭和29年（1954年）
  - 4月1日 - 江津町・都野津町・川波村・二宮村・跡市村・浅利村・松川村・川平村・江東村が合併して江津市が発足し、郡より離脱。（2町15村）
  - 10月1日 - 今市村・木田村・和田村・都川村および邑智郡桜江村の一部（八戸字山の内）が合併して旭村が発足。（2町12村）
- 昭和30年（1955年）
  - 4月1日
    - 井野村の一部（井野字羽原）・大麻村の一部（西村、折居の一部[18]、東平原のごく一部）が浜田市に編入。
    - 黒沢村・岡見村・三保村・三隅町および井野村の残部（井野字羽原を除く）・大麻村の残部（折居の一部[19]、東平原の大部分）が合併し、改めて三隅町が発足。（2町7村）

  - 4月15日 - 国府町・有福村が合併し、改めて国府町が発足。（2町6村）
- 昭和31年（1956年）8月1日（2町3村）
  - 雲城村・今福村・波佐村が合併して金城村が発足。
  - 安城村・杵束村が合併して弥栄村が発足。
  - 国府町の一部（本明・上有福）が江津市に編入。
- 昭和33年（1958年）
  - 1月1日 - 金城村の一部（佐野・宇津井の一部）が浜田市に編入。
  - 10月20日 - 旭村が邑智郡市木村の一部[20]を編入。
  - 11月3日 - 旭村が町制施行して旭町となる。（3町2村）
- 昭和44年（1969年）
  - 3月1日 - 国府町が浜田市に編入。（2町2村）
  - 11月3日 - 金城村が町制施行して金城町となる。（3町1村）
- 平成17年（2005年）10月1日 - 金城町・旭町・弥栄村・三隅町が浜田市と合併し、改めて浜田市が発足。同日那賀郡消滅。

### 変遷表
| 明治22年以前             | 明治22年以前             | 明治22年以前             | 明治22年 4月1日 町村制施行 | 明治22年 - 大正15年          | 昭和元年 - 昭和10年    | 昭和11年 - 昭和20年    | 昭和21年 - 昭和27年         | 昭和21年 - 昭和27年               | 昭和28年 - 昭和30年                      | 昭和28年 - 昭和30年                      | 昭和31年 - 昭和64年                | 昭和31年 - 昭和64年                | 平成元年 - 現在                      | 現在                   |
| ------------------------ | ------------------------ | ------------------------ | -------------------------- | ---------------------------- | ---------------------- | ---------------------- | --------------------------- | --------------------------------- | ---------------------------------------- | ---------------------------------------- | ---------------------------------- | ---------------------------------- | ------------------------------------ | ---------------------- |
| 邇摩郡波積北村           | 邇摩郡波積北村           | （一部）                 | 邇摩郡 波積村              | 邇摩郡波積村                 | 邇摩郡波積村           | 邇摩郡波積村           | 昭和26年4月1日 江東村       | 昭和27年4月1日 邇摩郡福波村に編入 | 昭和29年4月1日 邇摩郡温泉津町            | 昭和29年4月1日 邇摩郡温泉津町            | 邇摩郡温泉津町                     | 邇摩郡温泉津町                     | 平成17年10月1日 大田市               | 大田市                 |
| 邇摩郡波積北村           | 邇摩郡波積北村           | （一部）                 | 邇摩郡 波積村              | 邇摩郡波積村                 | 邇摩郡波積村           | 邇摩郡波積村           | 昭和26年4月1日 江東村       | 江東村                            | 昭和29年4月1日 江津市                    | 昭和29年4月1日 江津市                    | 江津市                             | 江津市                             | 江津市                               | 江津市                 |
| 邇摩郡波積本郷           |                          |                          | 邇摩郡 波積村              | 邇摩郡波積村                 | 邇摩郡波積村           | 邇摩郡波積村           | 昭和26年4月1日 江東村       | 江東村                            | 昭和29年4月1日 江津市                    | 昭和29年4月1日 江津市                    | 江津市                             | 江津市                             | 江津市                               | 江津市                 |
| 邇摩郡波積南村           |                          |                          | 邇摩郡 波積村              | 邇摩郡波積村                 | 邇摩郡波積村           | 邇摩郡波積村           | 昭和26年4月1日 江東村       | 江東村                            | 昭和29年4月1日 江津市                    | 昭和29年4月1日 江津市                    | 江津市                             | 江津市                             | 江津市                               | 江津市                 |
| 黒松村                   | 黒松村                   | 黒松村                   | 黒松村                     | 黒松村                       | 黒松村                 | 黒松村                 | 昭和26年4月1日 江東村       | 江東村                            | 昭和29年4月1日 江津市                    | 昭和29年4月1日 江津市                    | 江津市                             | 江津市                             | 江津市                               | 江津市                 |
| 後地村                   | 後地村                   | 後地村                   | 都治村                     | 都治村                       | 都治村                 | 都治村                 | 昭和26年4月1日 江東村       | 江東村                            | 昭和29年4月1日 江津市                    | 昭和29年4月1日 江津市                    | 江津市                             | 江津市                             | 江津市                               | 江津市                 |
| 都治本郷                 |                          |                          | 都治村                     | 都治村                       | 都治村                 | 都治村                 | 昭和26年4月1日 江東村       | 江東村                            | 昭和29年4月1日 江津市                    | 昭和29年4月1日 江津市                    | 江津市                             | 江津市                             | 江津市                               | 江津市                 |
| 平床村                   | 平床村                   | 明治8年 平田村           | 川平村                     | 川平村                       | 川平村                 | 川平村                 | 川平村                      | 川平村                            | 昭和29年4月1日 江津市                    | 昭和29年4月1日 江津市                    | 江津市                             | 江津市                             | 江津市                               | 江津市                 |
| 田原村                   |                          | 明治8年 平田村           | 川平村                     | 川平村                       | 川平村                 | 川平村                 | 川平村                      | 川平村                            | 昭和29年4月1日 江津市                    | 昭和29年4月1日 江津市                    | 江津市                             | 江津市                             | 江津市                               | 江津市                 |
| 南川上村                 |                          |                          | 川平村                     | 川平村                       | 川平村                 | 川平村                 | 川平村                      | 川平村                            | 昭和29年4月1日 江津市                    | 昭和29年4月1日 江津市                    | 江津市                             | 江津市                             | 江津市                               | 江津市                 |
| 田野村                   | （字大野）               | 明治8年 金田村           | 川平村                     | 川平村                       | 川平村                 | 川平村                 | 川平村                      | 川平村                            | 昭和29年4月1日 江津市                    | 昭和29年4月1日 江津市                    | 江津市                             | 江津市                             | 江津市                               | 江津市                 |
| 田野村                   | （字大野を除く）         | 明治8年 金田村           | 江津村                     | 明治45年7月1日 町制 江津町   | 江津町                 | 昭和15年4月1日 江津町  | 江津町                      | 江津町                            | 昭和29年4月1日 江津市                    | 昭和29年4月1日 江津市                    | 江津市                             | 江津市                             | 江津市                               | 江津市                 |
| 千金村                   |                          | 明治8年 金田村           | 江津村                     | 明治45年7月1日 町制 江津町   | 江津町                 | 昭和15年4月1日 江津町  | 江津町                      | 江津町                            | 昭和29年4月1日 江津市                    | 昭和29年4月1日 江津市                    | 江津市                             | 江津市                             | 江津市                               | 江津市                 |
| 郷田村                   |                          |                          | 江津村                     | 明治45年7月1日 町制 江津町   | 江津町                 | 昭和15年4月1日 江津町  | 江津町                      | 江津町                            | 昭和29年4月1日 江津市                    | 昭和29年4月1日 江津市                    | 江津市                             | 江津市                             | 江津市                               | 江津市                 |
| 渡津村                   | 渡津村                   | 渡津村                   | 渡津村                     | 渡津村                       | 渡津村                 | 昭和15年4月1日 江津町  | 江津町                      | 江津町                            | 昭和29年4月1日 江津市                    | 昭和29年4月1日 江津市                    | 江津市                             | 江津市                             | 江津市                               | 江津市                 |
| 嘉久志村                 | 嘉久志村                 | 嘉久志村                 | 都濃村                     | 都濃村                       | 都濃村                 | 昭和15年4月1日 江津町  | 江津町                      | 江津町                            | 昭和29年4月1日 江津市                    | 昭和29年4月1日 江津市                    | 江津市                             | 江津市                             | 江津市                               | 江津市                 |
| 久保川村                 | 明治8年 嘉久志村に合併   | 嘉久志村                 | 都濃村                     | 都濃村                       | 都濃村                 | 昭和15年4月1日 江津町  | 江津町                      | 江津町                            | 昭和29年4月1日 江津市                    | 昭和29年4月1日 江津市                    | 江津市                             | 江津市                             | 江津市                               | 江津市                 |
| 和木村                   | （字羽代）               | （字羽代）               | 都濃村                     | 都濃村                       | 都濃村                 | 昭和15年4月1日 江津町  | 江津町                      | 江津町                            | 昭和29年4月1日 江津市                    | 昭和29年4月1日 江津市                    | 江津市                             | 江津市                             | 江津市                               | 江津市                 |
| 和木村                   | （字羽代を除く）         | （字羽代を除く）         | 二宮村                     | 二宮村                       | 二宮村                 | 二宮村                 | 二宮村                      | 二宮村                            | 昭和29年4月1日 江津市                    | 昭和29年4月1日 江津市                    | 江津市                             | 江津市                             | 江津市                               | 江津市                 |
| 神主村                   | 神主村                   | 神主村                   | 二宮村                     | 二宮村                       | 二宮村                 | 二宮村                 | 二宮村                      | 二宮村                            | 昭和29年4月1日 江津市                    | 昭和29年4月1日 江津市                    | 江津市                             | 江津市                             | 江津市                               | 江津市                 |
| 飯田村                   | 明治8年 神主村に合併     | 神主村                   | 二宮村                     | 二宮村                       | 二宮村                 | 二宮村                 | 二宮村                      | 二宮村                            | 昭和29年4月1日 江津市                    | 昭和29年4月1日 江津市                    | 江津市                             | 江津市                             | 江津市                               | 江津市                 |
| 神村                     |                          |                          | 二宮村                     | 二宮村                       | 二宮村                 | 二宮村                 | 二宮村                      | 二宮村                            | 昭和29年4月1日 江津市                    | 昭和29年4月1日 江津市                    | 江津市                             | 江津市                             | 江津市                               | 江津市                 |
| 波子村                   | 波子村                   | 波子村                   | 川波村                     | 川波村                       | 川波村                 | 川波村                 | 川波村                      | 川波村                            | 昭和29年4月1日 江津市                    | 昭和29年4月1日 江津市                    | 江津市                             | 江津市                             | 江津市                               | 江津市                 |
| 高田村                   | 明治8年 波子村に合併     | 波子村                   | 川波村                     | 川波村                       | 川波村                 | 川波村                 | 川波村                      | 川波村                            | 昭和29年4月1日 江津市                    | 昭和29年4月1日 江津市                    | 江津市                             | 江津市                             | 江津市                               | 江津市                 |
| 宇屋川村                 |                          |                          | 川波村                     | 川波村                       | 川波村                 | 川波村                 | 川波村                      | 川波村                            | 昭和29年4月1日 江津市                    | 昭和29年4月1日 江津市                    | 江津市                             | 江津市                             | 江津市                               | 江津市                 |
| 都野津村                 | 都野津村                 | 都野津村                 | 都野津村                   | 大正11年4月1日 町制 都野津町 | 都野津町               | 都野津町               | 都野津町                    | 都野津町                          | 昭和29年4月1日 江津市                    | 昭和29年4月1日 江津市                    | 江津市                             | 江津市                             | 江津市                               | 江津市                 |
| 浅利村                   | 浅利村                   | 浅利村                   | 浅利村                     | 浅利村                       | 浅利村                 | 浅利村                 | 浅利村                      | 浅利村                            | 昭和29年4月1日 江津市                    | 昭和29年4月1日 江津市                    | 江津市                             | 江津市                             | 江津市                               | 江津市                 |
| 上河戸村                 | 上河戸村                 | 上河戸村                 | 下松山村                   | 下松山村                     | 昭和9年4月1日 松川村   | 松川村                 | 松川村                      | 松川村                            | 昭和29年4月1日 江津市                    | 昭和29年4月1日 江津市                    | 江津市                             | 江津市                             | 江津市                               | 江津市                 |
| 下河戸村                 |                          |                          | 下松山村                   | 下松山村                     | 昭和9年4月1日 松川村   | 松川村                 | 松川村                      | 松川村                            | 昭和29年4月1日 江津市                    | 昭和29年4月1日 江津市                    | 江津市                             | 江津市                             | 江津市                               | 江津市                 |
| 八神村                   |                          |                          | 下松山村                   | 下松山村                     | 昭和9年4月1日 松川村   | 松川村                 | 松川村                      | 松川村                            | 昭和29年4月1日 江津市                    | 昭和29年4月1日 江津市                    | 江津市                             | 江津市                             | 江津市                               | 江津市                 |
| 太田村                   |                          |                          | 下松山村                   | 下松山村                     | 昭和9年4月1日 松川村   | 松川村                 | 松川村                      | 松川村                            | 昭和29年4月1日 江津市                    | 昭和29年4月1日 江津市                    | 江津市                             | 江津市                             | 江津市                               | 江津市                 |
| 畑田村                   | 畑田村                   | 畑田村                   | 松山村                     | 松山村                       | 昭和9年4月1日 松川村   | 松川村                 | 松川村                      | 松川村                            | 昭和29年4月1日 江津市                    | 昭和29年4月1日 江津市                    | 江津市                             | 江津市                             | 江津市                               | 江津市                 |
| 上津井村                 |                          |                          | 松山村                     | 松山村                       | 昭和9年4月1日 松川村   | 松川村                 | 松川村                      | 松川村                            | 昭和29年4月1日 江津市                    | 昭和29年4月1日 江津市                    | 江津市                             | 江津市                             | 江津市                               | 江津市                 |
| 市村                     |                          |                          | 松山村                     | 松山村                       | 昭和9年4月1日 松川村   | 松川村                 | 松川村                      | 松川村                            | 昭和29年4月1日 江津市                    | 昭和29年4月1日 江津市                    | 江津市                             | 江津市                             | 江津市                               | 江津市                 |
| 長良村                   |                          |                          | 松山村                     | 松山村                       | 昭和9年4月1日 松川村   | 松川村                 | 松川村                      | 松川村                            | 昭和29年4月1日 江津市                    | 昭和29年4月1日 江津市                    | 江津市                             | 江津市                             | 江津市                               | 江津市                 |
| 跡市村                   | 跡市村                   | 跡市村                   | 跡市村                     | 跡市村                       | 跡市村                 | 跡市村                 | 跡市村                      | 跡市村                            | 昭和29年4月1日 江津市                    | 昭和29年4月1日 江津市                    | 江津市                             | 江津市                             | 江津市                               | 江津市                 |
| 千田村                   |                          |                          | 跡市村                     | 跡市村                       | 跡市村                 | 跡市村                 | 跡市村                      | 跡市村                            | 昭和29年4月1日 江津市                    | 昭和29年4月1日 江津市                    | 江津市                             | 江津市                             | 江津市                               | 江津市                 |
| 本明村                   | 本明村                   | 本明村                   | 有福村                     | 有福村                       | 有福村                 | 有福村                 | 有福村                      | 有福村                            | 有福村                                   | 昭和30年4月15日 国府町                   | 昭和31年8月1日 江津市に編入        | 江津市                             | 江津市                               | 江津市                 |
| 上有福村                 |                          |                          | 有福村                     | 有福村                       | 有福村                 | 有福村                 | 有福村                      | 有福村                            | 有福村                                   | 昭和30年4月15日 国府町                   | 昭和31年8月1日 江津市に編入        | 江津市                             | 江津市                               | 江津市                 |
| 下有福村                 | 下有福村                 | 下有福村                 | 有福村                     | 有福村                       | 有福村                 | 有福村                 | 有福村                      | 有福村                            | 有福村                                   | 昭和30年4月15日 国府町                   | 国府町                             | 昭和44年3月1日 浜田市に編入        | 平成17年10月1日 浜田市               | 浜田市                 |
| 大津村                   | 大津村                   | 明治8年 大金村           | 有福村                     | 有福村                       | 有福村                 | 有福村                 | 有福村                      | 有福村                            | 有福村                                   | 昭和30年4月15日 国府町                   | 国府町                             | 昭和44年3月1日 浜田市に編入        | 平成17年10月1日 浜田市               | 浜田市                 |
| 姉金村                   |                          | 明治8年 大金村           | 有福村                     | 有福村                       | 有福村                 | 有福村                 | 有福村                      | 有福村                            | 有福村                                   | 昭和30年4月15日 国府町                   | 国府町                             | 昭和44年3月1日 浜田市に編入        | 平成17年10月1日 浜田市               | 浜田市                 |
| 宇野村                   |                          |                          | 有福村                     | 有福村                       | 有福村                 | 有福村                 | 有福村                      | 有福村                            | 有福村                                   | 昭和30年4月15日 国府町                   | 国府町                             | 昭和44年3月1日 浜田市に編入        | 平成17年10月1日 浜田市               | 浜田市                 |
| 上府村                   | 上府村                   | 上府村                   | 上府村                     | 上府村                       | 上府村                 | 昭和16年8月1日 国府村  | 昭和26年4月1日 町制 国府町  | 昭和26年4月1日 町制 国府町        | 国府町                                   | 昭和30年4月15日 国府町                   | 国府町                             | 昭和44年3月1日 浜田市に編入        | 平成17年10月1日 浜田市               | 浜田市                 |
| 荒相村                   | 明治8年 上府村に合併     | 上府村                   | 上府村                     | 上府村                       | 上府村                 | 昭和16年8月1日 国府村  | 昭和26年4月1日 町制 国府町  | 昭和26年4月1日 町制 国府町        | 国府町                                   | 昭和30年4月15日 国府町                   | 国府町                             | 昭和44年3月1日 浜田市に編入        | 平成17年10月1日 浜田市               | 浜田市                 |
| 下府村                   | 下府村                   | 下府村                   | 下府村                     | 下府村                       | 下府村                 | 昭和16年8月1日 国府村  | 昭和26年4月1日 町制 国府町  | 昭和26年4月1日 町制 国府町        | 国府町                                   | 昭和30年4月15日 国府町                   | 国府町                             | 昭和44年3月1日 浜田市に編入        | 平成17年10月1日 浜田市               | 浜田市                 |
| 国分村                   | 国分村                   | 国分村                   | 国分村                     | 国分村                       | 国分村                 | 昭和16年8月1日 国府村  | 昭和26年4月1日 町制 国府町  | 昭和26年4月1日 町制 国府町        | 国府町                                   | 昭和30年4月15日 国府町                   | 国府町                             | 昭和44年3月1日 浜田市に編入        | 平成17年10月1日 浜田市               | 浜田市                 |
| 久代村                   |                          |                          | 国分村                     | 国分村                       | 国分村                 | 昭和16年8月1日 国府村  | 昭和26年4月1日 町制 国府町  | 昭和26年4月1日 町制 国府町        | 国府町                                   | 昭和30年4月15日 国府町                   | 国府町                             | 昭和44年3月1日 浜田市に編入        | 平成17年10月1日 浜田市               | 浜田市                 |
| 邑智郡市木村（一部）     | 邑智郡市木村（一部）     | 邑智郡市木村（一部）     | 邑智郡 市木村              | 邑智郡市木村                 | 邑智郡市木村           | 邑智郡市木村           | 邑智郡市木村                | 邑智郡市木村                      | 邑智郡市木村                             | 邑智郡市木村                             | 昭和33年10月20日 旭村に編入        | 昭和33年11月3日 町制 旭町          | 平成17年10月1日 浜田市               | 浜田市                 |
| 邑智郡八戸村（字山の内） | 邑智郡八戸村（字山の内） | 邑智郡八戸村（字山の内） | 邑智郡 長谷村              | 邑智郡長谷村                 | 邑智郡長谷村           | 邑智郡長谷村           | 邑智郡長谷村                | 邑智郡長谷村                      | 昭和29年4月1日 邑智郡桜江村              | 昭和29年10月1日 旭村                     | 旭村                               | 昭和33年11月3日 町制 旭町          | 平成17年10月1日 浜田市               | 浜田市                 |
| 木田村                   | 木田村                   | 木田村                   | 木田村                     | 木田村                       | 木田村                 | 木田村                 | 木田村                      | 木田村                            | 木田村                                   | 昭和29年10月1日 旭村                     | 旭村                               | 昭和33年11月3日 町制 旭町          | 平成17年10月1日 浜田市               | 浜田市                 |
| 和田村                   | 和田村                   | 和田村                   | 和田村                     | 和田村                       | 和田村                 | 和田村                 | 和田村                      | 和田村                            | 和田村                                   | 昭和29年10月1日 旭村                     | 旭村                               | 昭和33年11月3日 町制 旭町          | 平成17年10月1日 浜田市               | 浜田市                 |
| 重富村                   |                          |                          | 和田村                     | 和田村                       | 和田村                 | 和田村                 | 和田村                      | 和田村                            | 和田村                                   | 昭和29年10月1日 旭村                     | 旭村                               | 昭和33年11月3日 町制 旭町          | 平成17年10月1日 浜田市               | 浜田市                 |
| 本郷村                   |                          |                          | 和田村                     | 和田村                       | 和田村                 | 和田村                 | 和田村                      | 和田村                            | 和田村                                   | 昭和29年10月1日 旭村                     | 旭村                               | 昭和33年11月3日 町制 旭町          | 平成17年10月1日 浜田市               | 浜田市                 |
| 都川村                   | 都川村                   | 都川村                   | 都川村                     | 都川村                       | 都川村                 | 都川村                 | 都川村                      | 都川村                            | 都川村                                   | 昭和29年10月1日 旭村                     | 旭村                               | 昭和33年11月3日 町制 旭町          | 平成17年10月1日 浜田市               | 浜田市                 |
| 来尾村                   |                          |                          | 都川村                     | 都川村                       | 都川村                 | 都川村                 | 都川村                      | 都川村                            | 都川村                                   | 昭和29年10月1日 旭村                     | 旭村                               | 昭和33年11月3日 町制 旭町          | 平成17年10月1日 浜田市               | 浜田市                 |
| 今市村                   | 今市村                   | 今市村                   | 今市村                     | 今市村                       | 今市村                 | 今市村                 | 今市村                      | 今市村                            | 今市村                                   | 昭和29年10月1日 旭村                     | 旭村                               | 昭和33年11月3日 町制 旭町          | 平成17年10月1日 浜田市               | 浜田市                 |
| 丸原村                   |                          |                          | 今市村                     | 今市村                       | 今市村                 | 今市村                 | 今市村                      | 今市村                            | 今市村                                   | 昭和29年10月1日 旭村                     | 旭村                               | 昭和33年11月3日 町制 旭町          | 平成17年10月1日 浜田市               | 浜田市                 |
| 鼠原村 枝郷八木村        | 鼠原村 枝郷八木村        | 明治8年 坂本村           | 今市村                     | 今市村                       | 今市村                 | 今市村                 | 今市村                      | 今市村                            | 今市村                                   | 昭和29年10月1日 旭村                     | 旭村                               | 昭和33年11月3日 町制 旭町          | 平成17年10月1日 浜田市               | 浜田市                 |
| 西河内村                 | 西河内村                 | 明治8年 高内村           | 高城村                     | 大正11年7月1日 安城村        | 安城村                 | 安城村                 | 安城村                      | 安城村                            | 安城村                                   | 安城村                                   | 昭和31年8月1日 弥栄村              | 昭和31年8月1日 弥栄村              | 平成17年10月1日 浜田市               | 浜田市                 |
| 日高村                   |                          | 明治8年 高内村           | 高城村                     | 大正11年7月1日 安城村        | 安城村                 | 安城村                 | 安城村                      | 安城村                            | 安城村                                   | 安城村                                   | 昭和31年8月1日 弥栄村              | 昭和31年8月1日 弥栄村              | 平成17年10月1日 浜田市               | 浜田市                 |
| 門田村                   |                          |                          | 高城村                     | 大正11年7月1日 安城村        | 安城村                 | 安城村                 | 安城村                      | 安城村                            | 安城村                                   | 安城村                                   | 昭和31年8月1日 弥栄村              | 昭和31年8月1日 弥栄村              | 平成17年10月1日 浜田市               | 浜田市                 |
| 小坂村                   |                          |                          | 高城村                     | 大正11年7月1日 安城村        | 安城村                 | 安城村                 | 安城村                      | 安城村                            | 安城村                                   | 安城村                                   | 昭和31年8月1日 弥栄村              | 昭和31年8月1日 弥栄村              | 平成17年10月1日 浜田市               | 浜田市                 |
| 栃木村                   |                          |                          | 高城村                     | 大正11年7月1日 安城村        | 安城村                 | 安城村                 | 安城村                      | 安城村                            | 安城村                                   | 安城村                                   | 昭和31年8月1日 弥栄村              | 昭和31年8月1日 弥栄村              | 平成17年10月1日 浜田市               | 浜田市                 |
| 長安本郷                 | 長安本郷                 | 長安本郷                 | 長安村                     | 大正11年7月1日 安城村        | 安城村                 | 安城村                 | 安城村                      | 安城村                            | 安城村                                   | 安城村                                   | 昭和31年8月1日 弥栄村              | 昭和31年8月1日 弥栄村              | 平成17年10月1日 浜田市               | 浜田市                 |
| 小角村                   | 小角村                   | 明治8年 三里村           | 長安村                     | 大正11年7月1日 安城村        | 安城村                 | 安城村                 | 安城村                      | 安城村                            | 安城村                                   | 安城村                                   | 昭和31年8月1日 弥栄村              | 昭和31年8月1日 弥栄村              | 平成17年10月1日 浜田市               | 浜田市                 |
| 横谷村                   |                          | 明治8年 三里村           | 長安村                     | 大正11年7月1日 安城村        | 安城村                 | 安城村                 | 安城村                      | 安城村                            | 安城村                                   | 安城村                                   | 昭和31年8月1日 弥栄村              | 昭和31年8月1日 弥栄村              | 平成17年10月1日 浜田市               | 浜田市                 |
| 笹目原村                 |                          | 明治8年 三里村           | 長安村                     | 大正11年7月1日 安城村        | 安城村                 | 安城村                 | 安城村                      | 安城村                            | 安城村                                   | 安城村                                   | 昭和31年8月1日 弥栄村              | 昭和31年8月1日 弥栄村              | 平成17年10月1日 浜田市               | 浜田市                 |
| 稲代村                   |                          |                          | 長安村                     | 大正11年7月1日 安城村        | 安城村                 | 安城村                 | 安城村                      | 安城村                            | 安城村                                   | 安城村                                   | 昭和31年8月1日 弥栄村              | 昭和31年8月1日 弥栄村              | 平成17年10月1日 浜田市               | 浜田市                 |
| 大坪村                   | (一部）                  | (一部）                  | 長安村                     | 大正11年7月1日 安城村        | 安城村                 | 安城村                 | 安城村                      | 安城村                            | 安城村                                   | 安城村                                   | 昭和31年8月1日 弥栄村              | 昭和31年8月1日 弥栄村              | 平成17年10月1日 浜田市               | 浜田市                 |
| 大坪村                   | (一部）                  | (一部）                  | 長安村                     | 大正11年7月1日 安城村        | 安城村                 | 安城村                 | 昭和26年1月1日 杵束村に編入 | 杵束村                            | 杵束村                                   | 杵束村                                   | 昭和31年8月1日 弥栄村              | 昭和31年8月1日 弥栄村              | 平成17年10月1日 浜田市               | 浜田市                 |
| 程原村                   |                          |                          | 長安村                     | 大正11年7月1日 安城村        | 安城村                 | 安城村                 | 昭和26年1月1日 杵束村に編入 | 杵束村                            | 杵束村                                   | 杵束村                                   | 昭和31年8月1日 弥栄村              | 昭和31年8月1日 弥栄村              | 平成17年10月1日 浜田市               | 浜田市                 |
| 木都賀村                 | 木都賀村                 | 木都賀村                 | 杵束村                     | 杵束村                       | 杵束村                 | 杵束村                 | 杵束村                      | 杵束村                            | 杵束村                                   | 杵束村                                   | 昭和31年8月1日 弥栄村              | 昭和31年8月1日 弥栄村              | 平成17年10月1日 浜田市               | 浜田市                 |
| 西之郷村                 | 明治8年 木都賀村に合併   | 木都賀村                 | 杵束村                     | 杵束村                       | 杵束村                 | 杵束村                 | 杵束村                      | 杵束村                            | 杵束村                                   | 杵束村                                   | 昭和31年8月1日 弥栄村              | 昭和31年8月1日 弥栄村              | 平成17年10月1日 浜田市               | 浜田市                 |
| 熊ノ山村                 | 明治8年 木都賀村に合併   | 木都賀村                 | 杵束村                     | 杵束村                       | 杵束村                 | 杵束村                 | 杵束村                      | 杵束村                            | 杵束村                                   | 杵束村                                   | 昭和31年8月1日 弥栄村              | 昭和31年8月1日 弥栄村              | 平成17年10月1日 浜田市               | 浜田市                 |
| 田野原村                 |                          |                          | 杵束村                     | 杵束村                       | 杵束村                 | 杵束村                 | 杵束村                      | 杵束村                            | 杵束村                                   | 杵束村                                   | 昭和31年8月1日 弥栄村              | 昭和31年8月1日 弥栄村              | 平成17年10月1日 浜田市               | 浜田市                 |
| 野坂村                   |                          |                          | 杵束村                     | 杵束村                       | 杵束村                 | 杵束村                 | 杵束村                      | 杵束村                            | 杵束村                                   | 杵束村                                   | 昭和31年8月1日 弥栄村              | 昭和31年8月1日 弥栄村              | 平成17年10月1日 浜田市               | 浜田市                 |
| 岡崎村                   | 岡崎村                   | 岡崎村                   | 岡崎村                     | 明治25年10月5日 改称 三隅村  | 昭和2年4月1日 三隅町   | 三隅町                 | 三隅町                      | 三隅町                            | 三隅町                                   | 昭和30年4月1日 三隅町                    | 三隅町                             | 三隅町                             | 平成17年10月1日 浜田市               | 浜田市                 |
| 矢原村                   | 矢原村                   | 矢原村                   | 西隅村                     | 西隅村                       | 昭和2年4月1日 三隅町   | 三隅町                 | 三隅町                      | 三隅町                            | 三隅町                                   | 昭和30年4月1日 三隅町                    | 三隅町                             | 三隅町                             | 平成17年10月1日 浜田市               | 浜田市                 |
| 向野田村                 |                          |                          | 西隅村                     | 西隅村                       | 昭和2年4月1日 三隅町   | 三隅町                 | 三隅町                      | 三隅町                            | 三隅町                                   | 昭和30年4月1日 三隅町                    | 三隅町                             | 三隅町                             | 平成17年10月1日 浜田市               | 浜田市                 |
| 河内村                   | （字井河を除く）         | （字井河を除く）         | 西隅村                     | 西隅村                       | 昭和2年4月1日 三隅町   | 三隅町                 | 三隅町                      | 三隅町                            | 三隅町                                   | 昭和30年4月1日 三隅町                    | 三隅町                             | 三隅町                             | 平成17年10月1日 浜田市               | 浜田市                 |
| 河内村                   | （字井河）               | （字井河）               | 黒沢村                     | 黒沢村                       | 黒沢村                 | 黒沢村                 | 黒沢村                      | 黒沢村                            | 黒沢村                                   | 昭和30年4月1日 三隅町                    | 三隅町                             | 三隅町                             | 平成17年10月1日 浜田市               | 浜田市                 |
| 黒沢村                   |                          |                          | 黒沢村                     | 黒沢村                       | 黒沢村                 | 黒沢村                 | 黒沢村                      | 黒沢村                            | 黒沢村                                   | 昭和30年4月1日 三隅町                    | 三隅町                             | 三隅町                             | 平成17年10月1日 浜田市               | 浜田市                 |
| 上古和村                 |                          |                          | 黒沢村                     | 黒沢村                       | 黒沢村                 | 黒沢村                 | 黒沢村                      | 黒沢村                            | 黒沢村                                   | 昭和30年4月1日 三隅町                    | 三隅町                             | 三隅町                             | 平成17年10月1日 浜田市               | 浜田市                 |
| 下古和村                 |                          |                          | 黒沢村                     | 黒沢村                       | 黒沢村                 | 黒沢村                 | 黒沢村                      | 黒沢村                            | 黒沢村                                   | 昭和30年4月1日 三隅町                    | 三隅町                             | 三隅町                             | 平成17年10月1日 浜田市               | 浜田市                 |
| 古市場村                 | 古市場村                 | 古市場村                 | 古市場村                   | 三保村                       | 三保村                 | 三保村                 | 三保村                      | 三保村                            | 三保村                                   | 昭和30年4月1日 三隅町                    | 三隅町                             | 三隅町                             | 平成17年10月1日 浜田市               | 浜田市                 |
| 西河内村                 | 西河内村                 | 西河内村                 | 西湊村                     | 三保村                       | 三保村                 | 三保村                 | 三保村                      | 三保村                            | 三保村                                   | 昭和30年4月1日 三隅町                    | 三隅町                             | 三隅町                             | 平成17年10月1日 浜田市               | 浜田市                 |
| 西河内村                 | 明治9年 分立 湊浦        |                          | 西湊村                     | 三保村                       | 三保村                 | 三保村                 | 三保村                      | 三保村                            | 三保村                                   | 昭和30年4月1日 三隅町                    | 三隅町                             | 三隅町                             | 平成17年10月1日 浜田市               | 浜田市                 |
| 岡見村                   | 岡見村                   | 岡見村                   | 岡見村                     | 岡見村                       | 岡見村                 | 岡見村                 | 岡見村                      | 岡見村                            | 岡見村                                   | 昭和30年4月1日 三隅町                    | 三隅町                             | 三隅町                             | 平成17年10月1日 浜田市               | 浜田市                 |
| 東平原村                 | （大部分）               | （大部分）               | 大麻村                     | 大麻村                       | 大麻村                 | 大麻村                 | 大麻村                      | 大麻村                            | 大麻村                                   | 昭和30年4月1日 三隅町                    | 三隅町                             | 三隅町                             | 平成17年10月1日 浜田市               | 浜田市                 |
| 東平原村                 | （ごく一部）             | （ごく一部）             | 大麻村                     | 大麻村                       | 大麻村                 | 大麻村                 | 大麻村                      | 大麻村                            | 大麻村                                   | 昭和30年4月1日 浜田市に編入              | 浜田市                             | 浜田市                             | 平成17年10月1日 浜田市               | 浜田市                 |
| 西村                     |                          |                          | 大麻村                     | 大麻村                       | 大麻村                 | 大麻村                 | 大麻村                      | 大麻村                            | 大麻村                                   | 昭和30年4月1日 浜田市に編入              | 浜田市                             | 浜田市                             | 平成17年10月1日 浜田市               | 浜田市                 |
| 折居村                   | （一部）                 | （一部）                 | 大麻村                     | 大麻村                       | 大麻村                 | 大麻村                 | 大麻村                      | 大麻村                            | 大麻村                                   | 昭和30年4月1日 浜田市に編入              | 浜田市                             | 浜田市                             | 平成17年10月1日 浜田市               | 浜田市                 |
| 折居村                   | （一部）                 | （一部）                 | 大麻村                     | 大麻村                       | 大麻村                 | 大麻村                 | 大麻村                      | 大麻村                            | 大麻村                                   | 昭和30年4月1日 三隅町                    | 三隅町                             | 三隅町                             | 平成17年10月1日 浜田市               | 浜田市                 |
| 芦谷村                   | 芦谷村                   | 芦谷村                   | 芦谷村                     | 大正8年4月1日 井野村         | 井野村                 | 井野村                 | 井野村                      | 井野村                            | 井野村                                   | 昭和30年4月1日 三隅町                    | 三隅町                             | 三隅町                             | 平成17年10月1日 浜田市               | 浜田市                 |
| 室谷村                   | 室谷村                   | 室谷村                   | 井野村                     | 大正8年4月1日 井野村         | 井野村                 | 井野村                 | 井野村                      | 井野村                            | 井野村                                   | 昭和30年4月1日 三隅町                    | 三隅町                             | 三隅町                             | 平成17年10月1日 浜田市               | 浜田市                 |
| 井野村                   | （字羽原を除く）         | （字羽原を除く）         | 井野村                     | 大正8年4月1日 井野村         | 井野村                 | 井野村                 | 井野村                      | 井野村                            | 井野村                                   | 昭和30年4月1日 三隅町                    | 三隅町                             | 三隅町                             | 平成17年10月1日 浜田市               | 浜田市                 |
| 井野村                   | （字羽原）               | （字羽原）               | 井野村                     | 大正8年4月1日 井野村         | 井野村                 | 井野村                 | 井野村                      | 井野村                            | 井野村                                   | 昭和30年4月1日 浜田市に編入              | 浜田市                             | 浜田市                             | 平成17年10月1日 浜田市               | 浜田市                 |
| 鍋石村                   | 鍋石村                   | 鍋石村                   | 漁山村                     | 漁山村                       | 昭和10年2月11日 美川村 | 昭和15年11月3日 浜田市 | 浜田市                      | 浜田市                            | 浜田市                                   | 浜田市                                   | 浜田市                             | 浜田市                             | 平成17年10月1日 浜田市               | 浜田市                 |
| 櫟田原村                 |                          |                          | 漁山村                     | 漁山村                       | 昭和10年2月11日 美川村 | 昭和15年11月3日 浜田市 | 浜田市                      | 浜田市                            | 浜田市                                   | 浜田市                                   | 浜田市                             | 浜田市                             | 平成17年10月1日 浜田市               | 浜田市                 |
| 田橋村                   |                          |                          | 漁山村                     | 漁山村                       | 昭和10年2月11日 美川村 | 昭和15年11月3日 浜田市 | 浜田市                      | 浜田市                            | 浜田市                                   | 浜田市                                   | 浜田市                             | 浜田市                             | 平成17年10月1日 浜田市               | 浜田市                 |
| 横山村                   |                          |                          | 漁山村                     | 漁山村                       | 昭和10年2月11日 美川村 | 昭和15年11月3日 浜田市 | 浜田市                      | 浜田市                            | 浜田市                                   | 浜田市                                   | 浜田市                             | 浜田市                             | 平成17年10月1日 浜田市               | 浜田市                 |
| 内村                     | 内村                     | 内村                     | 大内村                     | 大内村                       | 昭和10年2月11日 美川村 | 昭和15年11月3日 浜田市 | 浜田市                      | 浜田市                            | 浜田市                                   | 浜田市                                   | 浜田市                             | 浜田市                             | 平成17年10月1日 浜田市               | 浜田市                 |
| 内田村                   |                          |                          | 大内村                     | 大内村                       | 昭和10年2月11日 美川村 | 昭和15年11月3日 浜田市 | 浜田市                      | 浜田市                            | 浜田市                                   | 浜田市                                   | 浜田市                             | 浜田市                             | 平成17年10月1日 浜田市               | 浜田市                 |
| 中場村                   | 中場村                   | 明治8年 穂出村           | 大内村                     | 大内村                       | 昭和10年2月11日 美川村 | 昭和15年11月3日 浜田市 | 浜田市                      | 浜田市                            | 浜田市                                   | 浜田市                                   | 浜田市                             | 浜田市                             | 平成17年10月1日 浜田市               | 浜田市                 |
| 和田村                   |                          | 明治8年 穂出村           | 大内村                     | 大内村                       | 昭和10年2月11日 美川村 | 昭和15年11月3日 浜田市 | 浜田市                      | 浜田市                            | 浜田市                                   | 浜田市                                   | 浜田市                             | 浜田市                             | 平成17年10月1日 浜田市               | 浜田市                 |
| 吉地村                   | 吉地村                   | 明治8年 穂出村           | 周布村                     | 周布村                       | 周布村                 | 昭和15年11月3日 浜田市 | 浜田市                      | 浜田市                            | 浜田市                                   | 浜田市                                   | 浜田市                             | 浜田市                             | 平成17年10月1日 浜田市               | 浜田市                 |
| 周布村                   | 周布村                   | 周布村                   | 周布村                     | 周布村                       | 周布村                 | 昭和15年11月3日 浜田市 | 浜田市                      | 浜田市                            | 浜田市                                   | 浜田市                                   | 浜田市                             | 浜田市                             | 平成17年10月1日 浜田市               | 浜田市                 |
| 西原井村                 | 明治8年 周布村に合併     | 周布村                   | 周布村                     | 周布村                       | 周布村                 | 昭和15年11月3日 浜田市 | 浜田市                      | 浜田市                            | 浜田市                                   | 浜田市                                   | 浜田市                             | 浜田市                             | 平成17年10月1日 浜田市               | 浜田市                 |
| 日脚村                   |                          |                          | 周布村                     | 周布村                       | 周布村                 | 昭和15年11月3日 浜田市 | 浜田市                      | 浜田市                            | 浜田市                                   | 浜田市                                   | 浜田市                             | 浜田市                             | 平成17年10月1日 浜田市               | 浜田市                 |
| 津摩村                   |                          |                          | 周布村                     | 周布村                       | 周布村                 | 昭和15年11月3日 浜田市 | 浜田市                      | 浜田市                            | 浜田市                                   | 浜田市                                   | 浜田市                             | 浜田市                             | 平成17年10月1日 浜田市               | 浜田市                 |
| 三宅村                   | 三宅村                   | 明治8年 治和村           | 周布村                     | 周布村                       | 周布村                 | 昭和15年11月3日 浜田市 | 浜田市                      | 浜田市                            | 浜田市                                   | 浜田市                                   | 浜田市                             | 浜田市                             | 平成17年10月1日 浜田市               | 浜田市                 |
| 門田村                   |                          | 明治8年 治和村           | 周布村                     | 周布村                       | 周布村                 | 昭和15年11月3日 浜田市 | 浜田市                      | 浜田市                            | 浜田市                                   | 浜田市                                   | 浜田市                             | 浜田市                             | 平成17年10月1日 浜田市               | 浜田市                 |
| 長浜村                   | 長浜村                   | 長浜村                   | 長浜村                     | 長浜村                       | 長浜村                 | 昭和15年11月3日 浜田市 | 浜田市                      | 浜田市                            | 浜田市                                   | 浜田市                                   | 浜田市                             | 浜田市                             | 平成17年10月1日 浜田市               | 浜田市                 |
| 熱田村                   |                          |                          | 長浜村                     | 長浜村                       | 長浜村                 | 昭和15年11月3日 浜田市 | 浜田市                      | 浜田市                            | 浜田市                                   | 浜田市                                   | 浜田市                             | 浜田市                             | 平成17年10月1日 浜田市               | 浜田市                 |
| 浜田8町                  | 浜田8町                  | 浜田8町                  | 浜田町                     | 浜田町                       | 浜田町                 | 昭和15年11月3日 浜田市 | 浜田市                      | 浜田市                            | 浜田市                                   | 浜田市                                   | 浜田市                             | 浜田市                             | 平成17年10月1日 浜田市               | 浜田市                 |
| 浜田浦                   |                          |                          | 浜田町                     | 浜田町                       | 浜田町                 | 昭和15年11月3日 浜田市 | 浜田市                      | 浜田市                            | 浜田市                                   | 浜田市                                   | 浜田市                             | 浜田市                             | 平成17年10月1日 浜田市               | 浜田市                 |
| 松原浦                   |                          |                          | 浜田町                     | 浜田町                       | 浜田町                 | 昭和15年11月3日 浜田市 | 浜田市                      | 浜田市                            | 浜田市                                   | 浜田市                                   | 浜田市                             | 浜田市                             | 平成17年10月1日 浜田市               | 浜田市                 |
| 原井村                   | （一部）                 | （一部）                 | 浜田町                     | 浜田町                       | 浜田町                 | 昭和15年11月3日 浜田市 | 浜田市                      | 浜田市                            | 浜田市                                   | 浜田市                                   | 浜田市                             | 浜田市                             | 平成17年10月1日 浜田市               | 浜田市                 |
| 原井村                   | （残部）                 | （残部）                 | 石見村                     | 大正12年2月11日 石見村       | 石見村                 | 昭和15年11月3日 浜田市 | 浜田市                      | 浜田市                            | 浜田市                                   | 浜田市                                   | 浜田市                             | 浜田市                             | 平成17年10月1日 浜田市               | 浜田市                 |
| 浅井村                   | （残部）                 | （残部）                 | 石見村                     | 大正12年2月11日 石見村       | 石見村                 | 昭和15年11月3日 浜田市 | 浜田市                      | 浜田市                            | 浜田市                                   | 浜田市                                   | 浜田市                             | 浜田市                             | 平成17年10月1日 浜田市               | 浜田市                 |
| 浅井村                   | （一部）                 | （一部）                 | 浜田町                     | 浜田町                       | 浜田町                 | 昭和15年11月3日 浜田市 | 浜田市                      | 浜田市                            | 浜田市                                   | 浜田市                                   | 浜田市                             | 浜田市                             | 平成17年10月1日 浜田市               | 浜田市                 |
| 黒川村                   | （一部）                 | （一部）                 | 浜田町                     | 浜田町                       | 浜田町                 | 昭和15年11月3日 浜田市 | 浜田市                      | 浜田市                            | 浜田市                                   | 浜田市                                   | 浜田市                             | 浜田市                             | 平成17年10月1日 浜田市               | 浜田市                 |
| 黒川村                   | （残部）                 | （残部）                 | 石見村                     | 大正12年2月11日 石見村       | 石見村                 | 昭和15年11月3日 浜田市 | 浜田市                      | 浜田市                            | 浜田市                                   | 浜田市                                   | 浜田市                             | 浜田市                             | 平成17年10月1日 浜田市               | 浜田市                 |
| 長沢村                   |                          |                          | 石見村                     | 大正12年2月11日 石見村       | 石見村                 | 昭和15年11月3日 浜田市 | 浜田市                      | 浜田市                            | 浜田市                                   | 浜田市                                   | 浜田市                             | 浜田市                             | 平成17年10月1日 浜田市               | 浜田市                 |
| 細谷村                   | （字皆尾）               | （字皆尾）               | 石見村                     | 大正12年2月11日 石見村       | 石見村                 | 昭和15年11月3日 浜田市 | 浜田市                      | 浜田市                            | 浜田市                                   | 浜田市                                   | 浜田市                             | 浜田市                             | 平成17年10月1日 浜田市               | 浜田市                 |
| 細谷村                   | （字皆尾を除く）         | （字皆尾を除く）         | 三階村                     | 大正12年2月11日 石見村       | 石見村                 | 昭和15年11月3日 浜田市 | 浜田市                      | 浜田市                            | 浜田市                                   | 浜田市                                   | 浜田市                             | 浜田市                             | 平成17年10月1日 浜田市               | 浜田市                 |
| 長見村                   |                          |                          | 三階村                     | 大正12年2月11日 石見村       | 石見村                 | 昭和15年11月3日 浜田市 | 浜田市                      | 浜田市                            | 浜田市                                   | 浜田市                                   | 浜田市                             | 浜田市                             | 平成17年10月1日 浜田市               | 浜田市                 |
| 後野村                   | 後野村                   | 後野村                   | 伊南村                     | 大正12年2月11日 石見村       | 石見村                 | 昭和15年11月3日 浜田市 | 浜田市                      | 浜田市                            | 浜田市                                   | 浜田市                                   | 浜田市                             | 浜田市                             | 平成17年10月1日 浜田市               | 浜田市                 |
| 佐野村                   | 佐野村                   | 佐野村                   | 伊南村                     | 大正12年2月11日 今福村       | 今福村                 | 今福村                 | 今福村                      | 今福村                            | 今福村                                   | 今福村                                   | 昭和31年8月1日 金城村              | 昭和33年6月1日 浜田市に編入        | 平成17年10月1日 浜田市               | 浜田市                 |
| 田原村                   | 明治8年 佐野村に合併     | 佐野村                   | 伊南村                     | 大正12年2月11日 今福村       | 今福村                 | 今福村                 | 今福村                      | 今福村                            | 今福村                                   | 今福村                                   | 昭和31年8月1日 金城村              | 昭和33年6月1日 浜田市に編入        | 平成17年10月1日 浜田市               | 浜田市                 |
| 宇津井村                 | （一部）                 | （一部）                 | 伊南村                     | 大正12年2月11日 今福村       | 今福村                 | 今福村                 | 今福村                      | 今福村                            | 今福村                                   | 今福村                                   | 昭和31年8月1日 金城村              | 昭和33年6月1日 浜田市に編入        | 平成17年10月1日 浜田市               | 浜田市                 |
| 宇津井村                 | （一部）                 | （一部）                 | 伊南村                     | 大正12年2月11日 今福村       | 今福村                 | 今福村                 | 今福村                      | 今福村                            | 今福村                                   | 今福村                                   | 昭和31年8月1日 金城村              | 昭和44年11月3日 町制 金城町        | 平成17年10月1日 浜田市               | 浜田市                 |
| 久佐村                   | 久佐村                   | 久佐村                   | 久佐村                     | 大正12年2月11日 今福村       | 今福村                 | 今福村                 | 今福村                      | 今福村                            | 今福村                                   | 今福村                                   | 昭和31年8月1日 金城村              | 昭和44年11月3日 町制 金城町        | 平成17年10月1日 浜田市               | 浜田市                 |
| 長屋村                   | 明治8年 久佐村に合併     | 久佐村                   | 久佐村                     | 大正12年2月11日 今福村       | 今福村                 | 今福村                 | 今福村                      | 今福村                            | 今福村                                   | 今福村                                   | 昭和31年8月1日 金城村              | 昭和44年11月3日 町制 金城町        | 平成17年10月1日 浜田市               | 浜田市                 |
| 宇栗村                   | 明治8年 久佐村に合併     | 久佐村                   | 久佐村                     | 大正12年2月11日 今福村       | 今福村                 | 今福村                 | 今福村                      | 今福村                            | 今福村                                   | 今福村                                   | 昭和31年8月1日 金城村              | 昭和44年11月3日 町制 金城町        | 平成17年10月1日 浜田市               | 浜田市                 |
| 今福村                   | 今福村                   | 今福村                   | 美又村                     | 大正12年2月11日 今福村       | 今福村                 | 今福村                 | 今福村                      | 今福村                            | 今福村                                   | 今福村                                   | 昭和31年8月1日 金城村              | 昭和44年11月3日 町制 金城町        | 平成17年10月1日 浜田市               | 浜田市                 |
| 入野村                   |                          |                          | 美又村                     | 大正12年2月11日 今福村       | 今福村                 | 今福村                 | 今福村                      | 今福村                            | 今福村                                   | 今福村                                   | 昭和31年8月1日 金城村              | 昭和44年11月3日 町制 金城町        | 平成17年10月1日 浜田市               | 浜田市                 |
| 追原村                   |                          |                          | 美又村                     | 大正12年2月11日 今福村       | 今福村                 | 今福村                 | 今福村                      | 今福村                            | 今福村                                   | 今福村                                   | 昭和31年8月1日 金城村              | 昭和44年11月3日 町制 金城町        | 平成17年10月1日 浜田市               | 浜田市                 |
| 七条村                   | 七条村                   | 七条村                   | 雲城村                     | 雲城村                       | 雲城村                 | 雲城村                 | 雲城村                      | 雲城村                            | 雲城村                                   | 雲城村                                   | 昭和31年8月1日 金城村              | 昭和44年11月3日 町制 金城町        | 平成17年10月1日 浜田市               | 浜田市                 |
| 小笹村                   | 明治8年 七条村に合併     | 七条村                   | 雲城村                     | 雲城村                       | 雲城村                 | 雲城村                 | 雲城村                      | 雲城村                            | 雲城村                                   | 雲城村                                   | 昭和31年8月1日 金城村              | 昭和44年11月3日 町制 金城町        | 平成17年10月1日 浜田市               | 浜田市                 |
| 伊木村                   | 明治8年 七条村に合併     | 七条村                   | 雲城村                     | 雲城村                       | 雲城村                 | 雲城村                 | 雲城村                      | 雲城村                            | 雲城村                                   | 雲城村                                   | 昭和31年8月1日 金城村              | 昭和44年11月3日 町制 金城町        | 平成17年10月1日 浜田市               | 浜田市                 |
| 上来原村                 |                          |                          | 雲城村                     | 雲城村                       | 雲城村                 | 雲城村                 | 雲城村                      | 雲城村                            | 雲城村                                   | 雲城村                                   | 昭和31年8月1日 金城村              | 昭和44年11月3日 町制 金城町        | 平成17年10月1日 浜田市               | 浜田市                 |
| 下来原村                 |                          |                          | 雲城村                     | 雲城村                       | 雲城村                 | 雲城村                 | 雲城村                      | 雲城村                            | 雲城村                                   | 雲城村                                   | 昭和31年8月1日 金城村              | 昭和44年11月3日 町制 金城町        | 平成17年10月1日 浜田市               | 浜田市                 |
| 東谷村                   | 東谷村                   | 明治8年 長田村           | 波佐村                     | 波佐村                       | 波佐村                 | 波佐村                 | 波佐村                      | 波佐村                            | 波佐村                                   | 波佐村                                   | 昭和31年8月1日 金城村              | 昭和44年11月3日 町制 金城町        | 平成17年10月1日 浜田市               | 浜田市                 |
| 大井谷村                 |                          | 明治8年 長田村           | 波佐村                     | 波佐村                       | 波佐村                 | 波佐村                 | 波佐村                      | 波佐村                            | 波佐村                                   | 波佐村                                   | 昭和31年8月1日 金城村              | 昭和44年11月3日 町制 金城町        | 平成17年10月1日 浜田市               | 浜田市                 |
| 小国村                   | 小国村                   | 小国村                   | 波佐村                     | 波佐村                       | 波佐村                 | 波佐村                 | 波佐村                      | 波佐村                            | 波佐村                                   | 波佐村                                   | 昭和31年8月1日 金城村              | 昭和44年11月3日 町制 金城町        | 平成17年10月1日 浜田市               | 浜田市                 |
| 柚根村                   | 明治8年 小国村に合併     | 小国村                   | 波佐村                     | 波佐村                       | 波佐村                 | 波佐村                 | 波佐村                      | 波佐村                            | 波佐村                                   | 波佐村                                   | 昭和31年8月1日 金城村              | 昭和44年11月3日 町制 金城町        | 平成17年10月1日 浜田市               | 浜田市                 |
| 徳田村                   | 明治8年 小国村に合併     | 小国村                   | 波佐村                     | 波佐村                       | 波佐村                 | 波佐村                 | 波佐村                      | 波佐村                            | 波佐村                                   | 波佐村                                   | 昭和31年8月1日 金城村              | 昭和44年11月3日 町制 金城町        | 平成17年10月1日 浜田市               | 浜田市                 |
| 波佐村                   | （字滝平の一部を除く）   | （字滝平の一部を除く）   | 波佐村                     | 波佐村                       | 波佐村                 | 波佐村                 | 波佐村                      | 波佐村                            | 波佐村                                   | 波佐村                                   | 昭和31年8月1日 金城村              | 昭和44年11月3日 町制 金城町        | 平成17年10月1日 浜田市               | 浜田市                 |
| 波佐村                   | （字滝平の一部）         | （字滝平の一部）         | 波佐村                     | 波佐村                       | 波佐村                 | 波佐村                 | 波佐村                      | 波佐村                            | 昭和28年12月1日 広島県山県郡八幡村に編入 | 昭和28年12月1日 広島県山県郡八幡村に編入 | 昭和31年9月30日 広島県山県郡芸北町 | 昭和31年9月30日 広島県山県郡芸北町 | 平成17年2月1日 広島県山県郡 北広島町 | 広島県 山県郡 北広島町 |

## 行政
歴代郡長
| 代 | 氏名 | 就任年月日                | 退任年月日                | 備考                   |
| -- | ---- | ------------------------- | ------------------------- | ---------------------- |
| 1  |      | 明治12年（1879年）1月12日 |                           |                        |
|    |      |                           | 大正15年（1926年）6月30日 | 郡役所廃止により、廃官 |